# Misnomer Point
Der Misnomer Point (englisch für Fehlbezeichnungsspitze, in Argentinien Punta Cornwall, in Chile Punta Cornejo) ist eine Landspitze an der Westküste von Robert Island im Archipel der Südlichen Shetlandinseln. Sie liegt unmittelbar nördlich der Carlota Cove.
Die Benennung durch das UK Antarctic Place-Names Committee erfolgte im Jahr 1971. Für einige Jahre trug die Landspitze irrtümlich den Namen Cornwall Point, eine Abwandlung der Benennung der nahegelegenen Insel Cornwall Island. Letztere Benennung übertrugen argentinische Wissenschaftler ins Spanische. Namensgeber der chilenischen Benennung ist Jorge Cornejo Galaz, der an der Reparatur der Stromgeneratoren der Piloto Pardo für deren Einsatz bei der 16. Chilenische Antarktisexpedition (1961–1962) beteiligt war.